# Consagración de San Luis Gonzaga como patrono de la juventud
Consagración de San Luis Gonzaga como patrono de la juventud (hacia 1763) es un óleo sobre lienzo de 127 x 88 cm atribuido a Francisco de Goya y depositado en el Museo de Zaragoza por el Ayuntamiento de Jaraba (Zaragoza).
La obra fue realizada para la iglesia jesuita de Santa María del Pilar de Calatayud, actualmente llamada de San Juan el Real, y tras la expulsión de los jesuitas de España en 1767, la pintura pasaría a la ermita de la Virgen de Jaraba, donde se encontró en 1985, revelándose del aragonés.
El cuadro simboliza la consagración de San Luis Gonzaga como patrón de la juventud, y ensalza la orden jesuita. Representa al papa Benedicto XIII, que alecciona a unos jóvenes poniendo al santo italiano como ejemplo, como muestran las palabras en latín de una filacteria que sale de la boca del pontífice: INSPICE, ET FAC SECUNDUM EXEMPLAR 'Fíjate, y sigue su ejemplo'. Al fondo se figura un motivo historiado que recuerda el traslado de los restos del santo a la iglesia de San Ignacio, que son enterrados en un templo. Arriba, señalado por el dedo del papa, aparece San Luis en gloria con vestiduras jesuíticas, tenido por ángeles y llevando un ramo de azucenas que aluden a la pureza. En el margen inferior una cartela, posteriormente recubierta de blanco, reza: S. ALOYSIUS GONZA. J. A. SS. P. BENEDICTO BONUS EL EXEMPLA. Todo el cuadro se divide en planos superiores e inferiores que representan lo divino y lo humano.
Influida probablemente por el magisterio de José Luzán, y en la línea de la escuela rococó italiana, se trata de una obra de juventud de Francisco de Goya, lo que se aprecia en la falta de destreza en el dibujo de alguna de las figuras, el cuidado de la pincelada y la concepción barroca del enlace entre los temas. Los personajes de la zona inferior del lienzo, además, presentan unas posturas extrañas y aparatosas. A pesar de ello, la pintura anuncia la capacidad expresiva del maestro aragonés, por el uso de la pincelada suelta y una excepcional libertad en el tratamiento del color.